# (18291) Wani
(18291) Wani est un astéroïde de la ceinture principale.

## Description
(18291) Wani est un astéroïde de la ceinture principale. Il fut découvert le 18 février 1977 à Kiso par Hiroki Kosai et Kiichiro Hurukawa. Il présente une orbite caractérisée par un demi-grand axe de 2,58 UA, une excentricité de 0,23 et une inclinaison de 4,4° par rapport à l'écliptique.